# Существование
Существова́ние, экзисте́нция (лат. exsistentia/existentia от exsisto/existo — выступаю, появляюсь, выхожу, возникаю, происхожу, оказываюсь, существую) — аспект всякого сущего, в отличие от другого его аспекта — сущности.
В отличие от слова «бытие», слово «существование», как правило, выражает только аспект сущего, тогда как слово «бытие» употребляют также в значении «всё существующее», «мир как целое». Для Баумгартена существование как экзистенция совпадает с действительностью (лат. actualitas).
Особое место занимает вопрос существования (экзистенция) человека. Экзистенция — центральная категория экзистенциальной философии (Кьеркегор, Ясперс, Хайдеггер, Сартр, Марсель, Камю и др.), обозначающая прежде всего уникальное и непосредственно переживаемое человеческое существование. Так, согласно Хайдеггеру такое существование — экзистенция — относится к особому сущему — Dasein — и должно рассматриваться в особой экзистенциальной аналитике, в отличие от категориальной аналитики, применимой для других сущих.
Схоластика (см. Реализм (философия), Номинализм) усматривала в дуализме сущности и существования коренную раздвоенность природного (сотворённого) универсума, снимаемую лишь в Боге: существование вещи не выводимо из её сущности, но детерминировано в конечном счёте творческим волением Бога.
Существование традиционно противопоставляется сущности. Сущность традиционно, начиная, как минимум, с эпохи Возрождения, исследуется научными дисциплинами. Наука пытается открыть сущность или субстанцию. Особенно в этом преуспела математика, для которой не так важно конкретное существование чего-либо, как возможности оперировать с сущностями. Вместе с тем, существование предполагает не отстранённый, абстрагированный взгляд на сущности, но делает акцент на их реальности. Таким образом, получается разрыв между абстрактными сущностями и экзистенциальной реальностью — существованием.
Существование и его взаимоотношение с бытием изучается метаонтологией. В рамках данной дисциплины существует несколько различных взглядов на связь бытия и существования. Представитель куайновской позиции Питер ван Инваген считает, что существование тождественно бытию. Последователи Алексиуса Майнонга отвергают это и полагают, что существование отлично от бытия, поскольку есть такие объекты, которые не существуют (например, круглый квадрат).